# Ganymedes (måne)
För andra betydelser, se Ganymedes (olika betydelser).
Ganymedes är den största av Jupiters många månar och den största månen i hela solsystemet. Med en diameter på omkring 5 200 kilometer är den det nionde största objektet i solsystemet. Därmed är Ganymedes större än såväl planeten Merkurius som samtliga dvärgplaneter. Den har dock endast ungefär halva Merkurius massa. 
Månen är uppkallad efter Ganymedes, en trojansk prins, som enligt myten blev bortförd av Zeus till gudarnas boning Olympos, där han verkade som munskänk.
Ganymedes, Callisto, Io och Europa kallas tillsammans för de Galileiska månarna.
Ganymedes yta är stenig och är full av kratrar. 
Den 16 december 2000 meddelade NASA att det kan finnas ett hav under Ganymedes istäckta yta. Den 12 mars 2015 meddelade NASA att de faktiskt hittat ett hav begravt under 150 kilometer tjock ismassa. Havet är 100 kilometer djupt.

## Utforskning
De första rymdsonder som besökte Ganymedes var Pioneer 10 och Pioneer 11 på 1970-talet, vilka inte gav mycket information. Rymdsonderna Voyager 1 och Voyager 2 passerade båda Ganymedes 1979 och kunde bestämma dess storlek och man fann att Ganymedes var större än Titan vilken man tidigare hade trott varit större.
1995 gick Galileo in i bana runt Jupiter och gjorde mellan 1996 och 2000 sex nära passeringar av Ganymedes. Den närmsta passeringen var 264 km över ytan. Galileo upptäckte magnetfältet och att Ganymedes har en ocean samt tog även många bilder.
Efter Galileo har rymdsonden New Horizons passerat på sin väg mot Pluto och en topografikarta gjordes.

## Upptäckt och namn

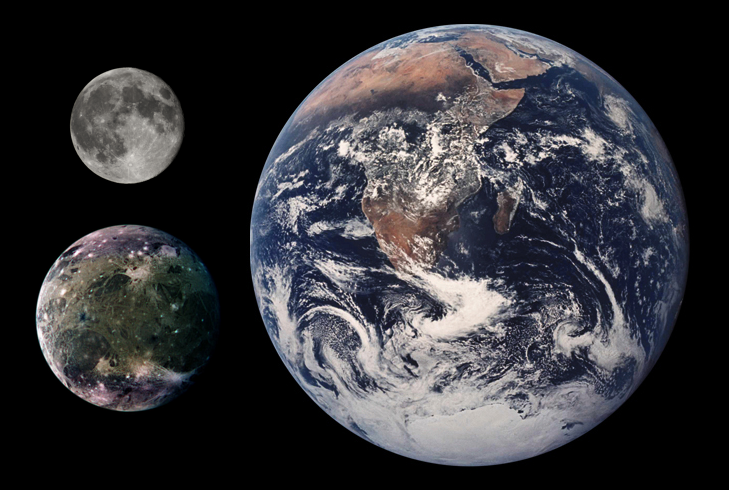
Storleksjämförelse med Jorden, Månen och Ganymedes.

Det var Galileo Galilei som upptäckte Ganymedes den 7 januari 1610 och det var den första måne i solsystemet man upptäckte som kretsade kring en annan planet. På samma dag upptäckte han också månarna Callisto, Io och Europa. Först trodde han att det var stjärnor nära Jupiter fast sedan insåg han att det var månar till Jupiter. 
Den franska astronomen Nicolas-Claude Fabri de Peiresc föreslog att månarna skulle få olika namn från släkten Medici, men hans förslag antogs inte. Simon Marius, som hävdade att han upptäckt de fyra månarna några dagar före Galilei, gav dem deras nuvarande namn. Det var dock inte förrän i mitten av 1900-talet som namnen kom i allmänt bruk.

## Rotation och omlopp kring Jupiter

Ganymedes, Europas och Ios banor kring Jupiter.

Ganymedes kretsar kring Jupiter på ett avstånd av 1 070 400 km, tredje bland de galileiska månarna. Det tar 7,16 dygn för Ganymedes att kretsa ett varv kring Jupiter. Dess bana är mycket lätt excentrisk och lutande mot Jupiters ekvator. Områdena för förändringar i excentricitet och banlutning är 0,0009-0,0022 respektive 0,05-0,32°. Variationerna i omloppsbanan gör att axellutningen (vinkeln mellan rotations- och banaxlarna) varierar mellan 0 och 0,33°.

## Fysiska egenskaper

### Sammansättning

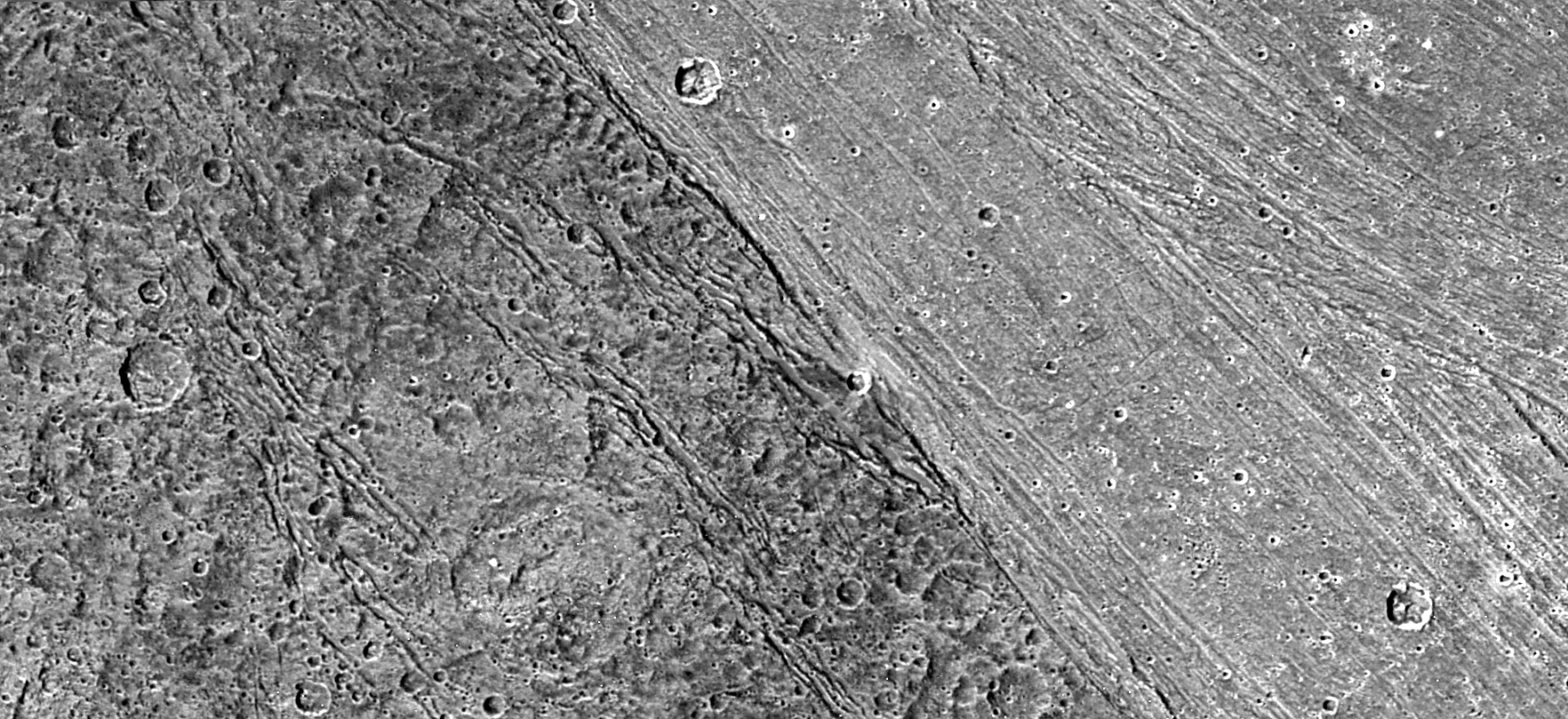
En skarp gräns skiljer den gamla mörka terrängen från den yngre ljusa terrängen.

Den genomsnittliga densiteten för Ganymedes är 1,936 g/cm3 vilket tyder på att den består av sten och vatten (främst i form av is). Isens massfraktion är mellan 46 och 50 procent (något lägre än hos Callisto). Några ytterligare flyktiga isar såsom ammoniak kan också förekomma. Viktförhållandet av järn till kisel är 1,05-1,27 av Ganymedes medan sol-förhållandet är omkring 1,8.

### Inre struktur

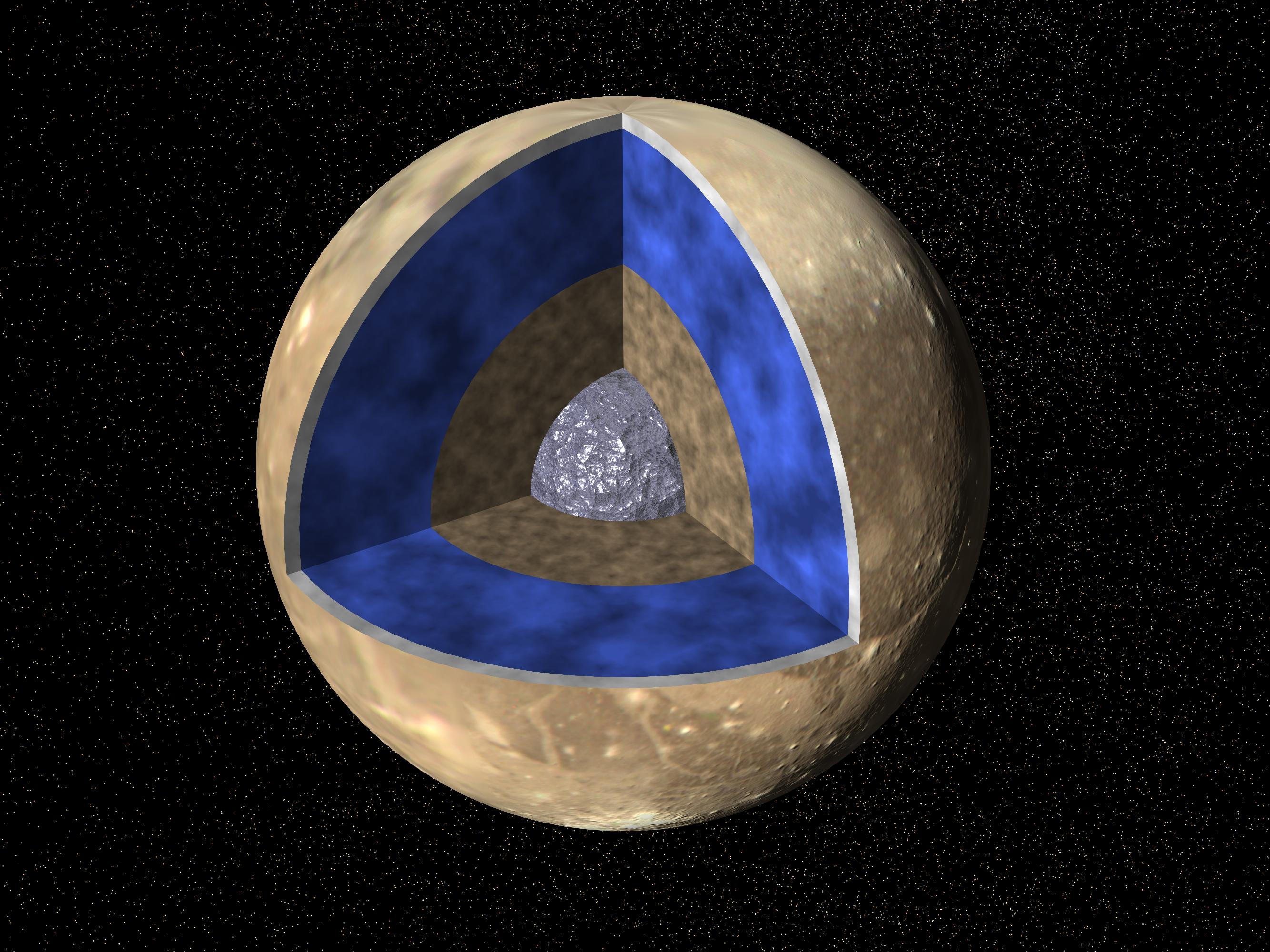
Ganymedes inre, visar en kall styv isskorpa, en yttre varm ismantel, ett inre silikatmantel, och en metallisk kärna.

Ganymedes verkar vara helt differentierad, bestående av en järnsulfid/järn-kärna, en silikatmantel och en yttre ismantel. Denna modell stöds av det låga värdet på dess dimensionslösa tröghetsmoment (0,3105 ± 0,0028). Den exakta tjockleken hos de olika skikten i det inre av Ganymedes beror på den antagna sammansättningen av silikater (fraktion av olivin och pyroxen) och mängden av svavel i kärnan.

### Atmosfär
Ganymedes är den enda månen i solsystemet känd för att ha en magnetosfär. Den magra magnetosfären är begravd i Jupiters mycket större magnetfält. Månen har en tunn atmosfär av syre som innehåller O, O2 och eventuellt O3 (ozon). Atmosfären är som sagt ganska tunn och skyddar därför inte så bra mot kometer.

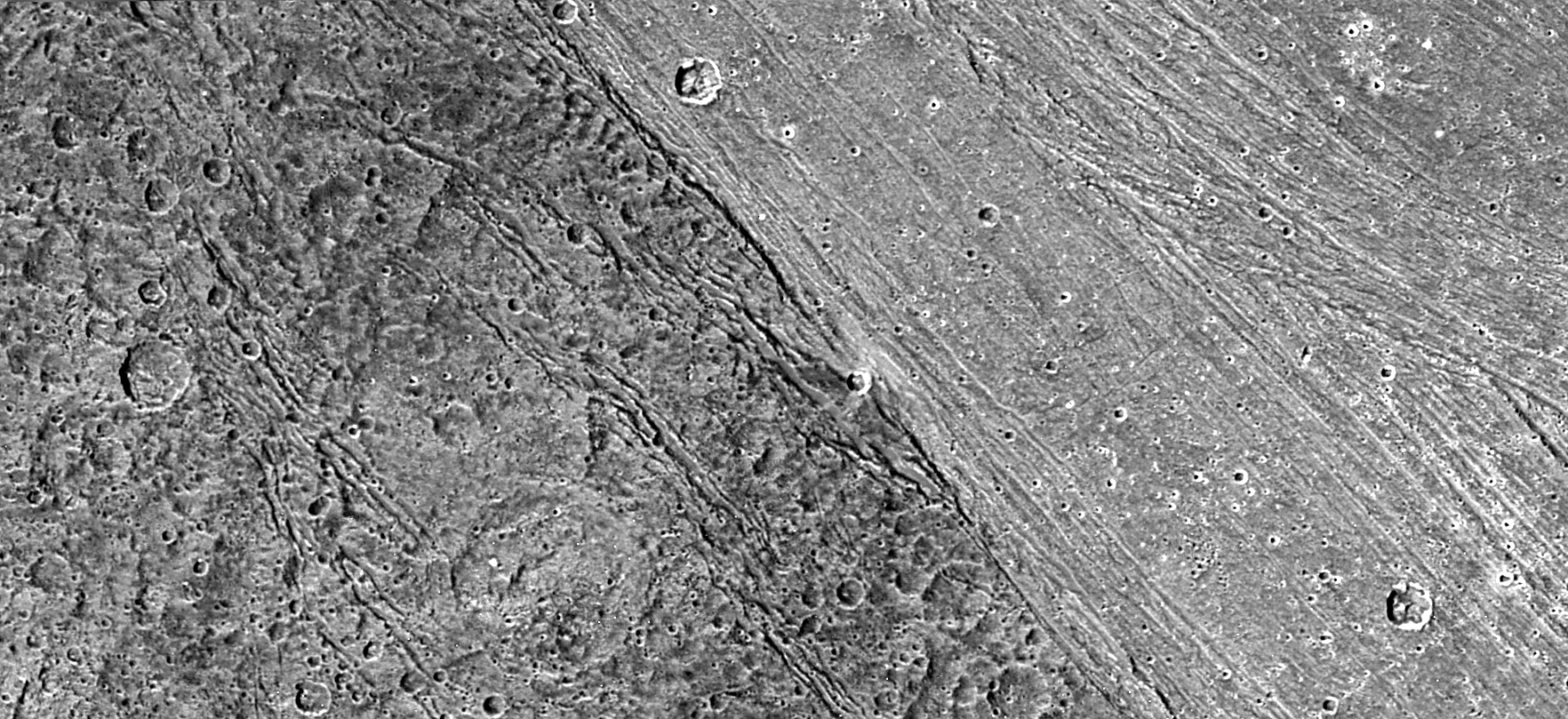
Ganymedes terräng, tagen av rymdsonden Galileo
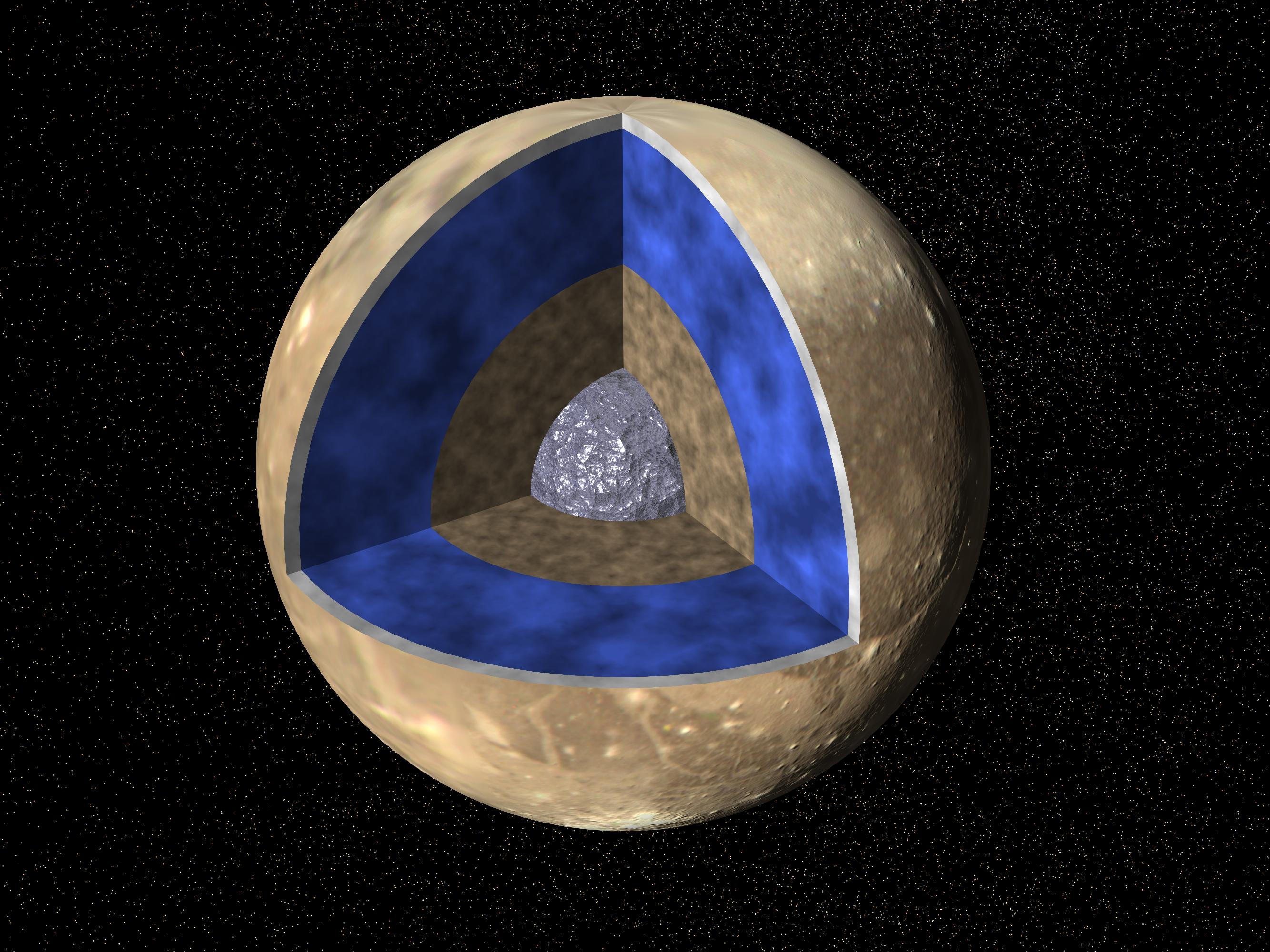
Ganymedes i genomskärning